# Ján Zlocha
Ján Zlocha, né le 24 mars 1942 à Bratislava et mort le 1er juillet 2013, est un footballeur international tchécoslovaque.

## Biographie
Ján Zlocha évolue de 1966 à 1967 au Dukla Prague avec lequel il atteint les demi-finales de la Coupe des clubs champions européens. Il part alors au Spartak Trnava, où il est sacré champion de Tchécoslovaquie 1967-1968. Il rejoint ensuite le Slovan Bratislava, où il remporte la Coupe des coupes 1968-1969 ainsi que le Championnat de Tchécoslovaquie 1969-1970 et 1973-1974,.
Il compte quatre sélections en équipe de Tchécoslovaquie de football, dont un match de la Coupe du monde 1970 contre la Roumanie.

## Palmarès
- Vainqueur de la Coupe d'Europe des vainqueurs de coupe en 1969 avec le Slovan Bratislava
- Champion de Tchécoslovaquie en 1968 avec le Spartak Trnava, en 1970 et 1974 avec le Slovan Bratislava
- Vainqueur de la Coupe de Tchécoslovaquie en 1974 avec le Slovan Bratislava
- Finaliste de la Coupe de Tchécoslovaquie en 1970 et 1972 avec le Slovan Bratislava